# 토크쇼 노코멘트
《토크쇼 노코멘트》는 대한민국의 TV조선의 토크쇼 예능 프로그램이다.

## 방송 시간
- 2012년 2월 17일 ~ 2012년 5월 11일 : 매주 금요일 밤 10시 50분

## 에피소드 목록
아래는 TV조선의 《토크쇼 노코멘트》의 에피소드 목록이다. 방영 목록은 다음과 같다.